# Shit, verdomme!
Shit, verdomme! is het zesendertigste stripalbum uit de stripreeks Jeremiah. Het album is geschreven en getekend door Hermann Huppen. Anno 2018 is er van dit album een druk verschenen, namelijk bij uitgeverij Dupuis in de collectie Spotlight, in 2018.